# Patryk Kozłowski
Patryk Kozłowski (ur. 10 listopada 1998) – polski lekkoatleta specjalizujący się w biegach średniodystansowych i długodystansowych. Mistrz Polski w biegu na 5 kilometrów (2021) i 5000 metrów (2022).

## Osiągnięcia
Opracowano na podstawie:
| Rok  | Impreza                                   | Miejsce   | Konkurencja         | Pozycja     | Wynik   |
| ---- | ----------------------------------------- | --------- | ------------------- | ----------- | ------- |
| 2017 | Mistrzostwa Europy juniorów               | Grosseto  | bieg na 800 metrów  | półfinały   | 1:51,61 |
| 2017 | Mistrzostwa Europy w biegach przełajowych | Šamorín   | bieg juniorów       | 44. miejsce | 19:39   |
| 2019 | Młodzieżowe mistrzostwa Europy            | Gävle     | bieg na 1500 metrów | 10. miejsce | 3:52,93 |
| 2019 | Superliga drużynowych mistrzostw Europy   | Bydgoszcz | bieg na 3000 metrów | 10. miejsce | 8:24,05 |
| 2021 | Superliga drużynowych mistrzostw Europy   | Chorzów   | bieg na 3000 metrów | 6. miejsce  | 8:38,95 |

Rekordy życiowe:
- bieg na 800 metrów – 1:47,90 (20 czerwca 2018, Goleniów),
- bieg na 1500 metrów – 3:39,66 (22 czerwca 2019, Tomblaine),
- bieg na 3000 metrów – 8:04,18 (28 maja 2021, Gdańsk),
- bieg na 5000 metrów – 14:06,01 (30 sierpnia 2020, Włocławek),
- bieg na 10 000 metrów – 29:04,45 (23 kwietnia 2022, Międzyrzecz).